# Löwener Mühle
Die Löwener Mühle ist eine ehemalige Mühle links des  Stubachs bei Igel im Landkreis Trier-Saarburg in Rheinland-Pfalz.
Die nahegelegene Unterste Löwener Mühle rechts des Stubachs liegt auf der Gemarkung von Langsur. Die Anwesen sind etwa neun Kilometer von Trier entfernt.

## Geschichte
Die Löwener Mühle besteht nachweislich seit etwa 1603. Sie entstand durch Abrechnungen mit der Benediktinerabtei St. Matthias in Trier. Dieser gehörte die Mühle auch bis zur Enteignung der Klöster im Rahmen der Säkularisation unter Napoleon 1792.
Im Dreißigjährigen Krieg, im Spanischen Erbfolgekrieg,  den Napoleonischen Kriegen, im Ersten und im Zweiten Weltkrieg war die Mühle durch Kriegsschäden betroffen. Dabei gehörte die Mühle im Laufe der Jahre abwechselnd zu Langsur und Igel. Daher gehört sie heute zur Ortsgemeinde Igel und zur Pfarrei Langsur.
Zwischen 1910 und 1954 wurde in der Mühle Getreide gemahlen. In der Zeit diente die Mühle als Gipsbrennerei; der Gips wurde in den umliegenden Steinbrüchen abgebrochen und in Loren und Pferdegespannen zur Mühle gebracht. Zusätzlich wurden Ackerbau, Weinbau und Viehzucht betrieben. Noch heute wird seitens der Löwener Mühle eigener Wein vertrieben.
Von 1861 bis 1914 befand sich in der Nähe der Mühle der Igeler Haltepunkt an der Trierer Weststrecke.

## Name
Für die Herkunft des Namens gibt es zwei Erklärungen: Entweder leitet sich der Name von Lohe oder von Laueller Mühle, was auf Lateinisch lavare für waschen zurückgeht, ab. Beide Erklärungen stehen im Zusammenhang mit der Ledergerberei, welche vor Ort betrieben wurde.

## Architektur
Die um 1603 errichtete Anlage ist im Stil der Renaissance errichtet.